# Maxime Legendre
Pour les articles homonymes, voir Legendre.
Alexandre-Maxime Legendre, né le 15 janvier 1861 à Paris 2e et mort le 13 mai 1911 au château de Saint-Michel-de-Préaux, est un avocat et homme politique français.

## Biographie
Fils d'Alexandre Gustave Legendre (1822-1896), chef de cabinet du garde des Sceaux, conseiller à la Cour de cassation et conseiller général de l'Eure, et petit-fils du député Alexandre-Joseph Legendre, il épouse Madeleine Marc, fille de Paul Marc, directeur de la Compagnie des chantiers et ateliers de l'Océan - Penhoët à Rouen et d'une compagnie d'assurance (fils d'Amédée Marc et de Françoise Homberg). Son fils, Joseph Legendre (1899-1964), sera conseiller référendaire à la Cour des comptes.
Président de la Conférence Olivaint de 1883 à 1885 et docteur en droit de la faculté de droit de Paris, il devient avocat à la cour d'appel de Paris, puis avocat au Conseil d’État et à la Cour de cassation. Il devient membre du Conseil de l'Ordre.
Il est membre du conseil général des Conférences de Saint-Vincent-de-Paul.
En 1892, il entre au conseil municipal des Préaux, commune de son château, puis, en 1903, devient membre du conseil général de l'Eure. Il se présente aux élections de 1910 dans la circonscription de Pont-Audemer avec le soutien de l'Action libérale, et est élu député de l'Eure au premier tour, le 24 avril 1910 face à Loriot, député sortant.
À la Chambre, il est nommé secrétaire de la commission d'assurance et de prévoyance sociale. Il prend part à la discussion du budget de l'exercice 1911. Legendre intervient également dans la discussion de la proposition de loi Siegfried, concernant l'établissement d'une seconde voie ferrée du Havre à Paris. Lorsque la loi de finances est examinée, il dépose une motion tendant à la disjonction de l'article 106 relatif au régime financier des colonies.
Il décède à l'âge de cinquante ans d'une grippe infectieuse, le 13 mai 1911, en son château de Saint-Michel (Les Préaux). Il est inhumé aux Préaux.

## Publications
- De l'action exercitoria: son influence sur la théorie du mandat (Dr. rom.) ; Des principes d'indemnité en matière d'assurances sur marchandises, Paris, L. Larose et Forcel, 1884
- De la réparation des erreurs judiciaires, Paris, impr. de J. Montorier, 1892
- Adrien de Tourville : notice, Nancy, impr. Berger-Levrault, 1904
- Répertoire pratique de la législation et de la jurisprudence coloniales: formant les tables générales des treize années, 1898-1910, Paris, Marchal et Godde, 1912 (avec Pierre Dareste, G. Appert, L. Rotureau-Launay, A. Marcille)